# Koshiro Onchi

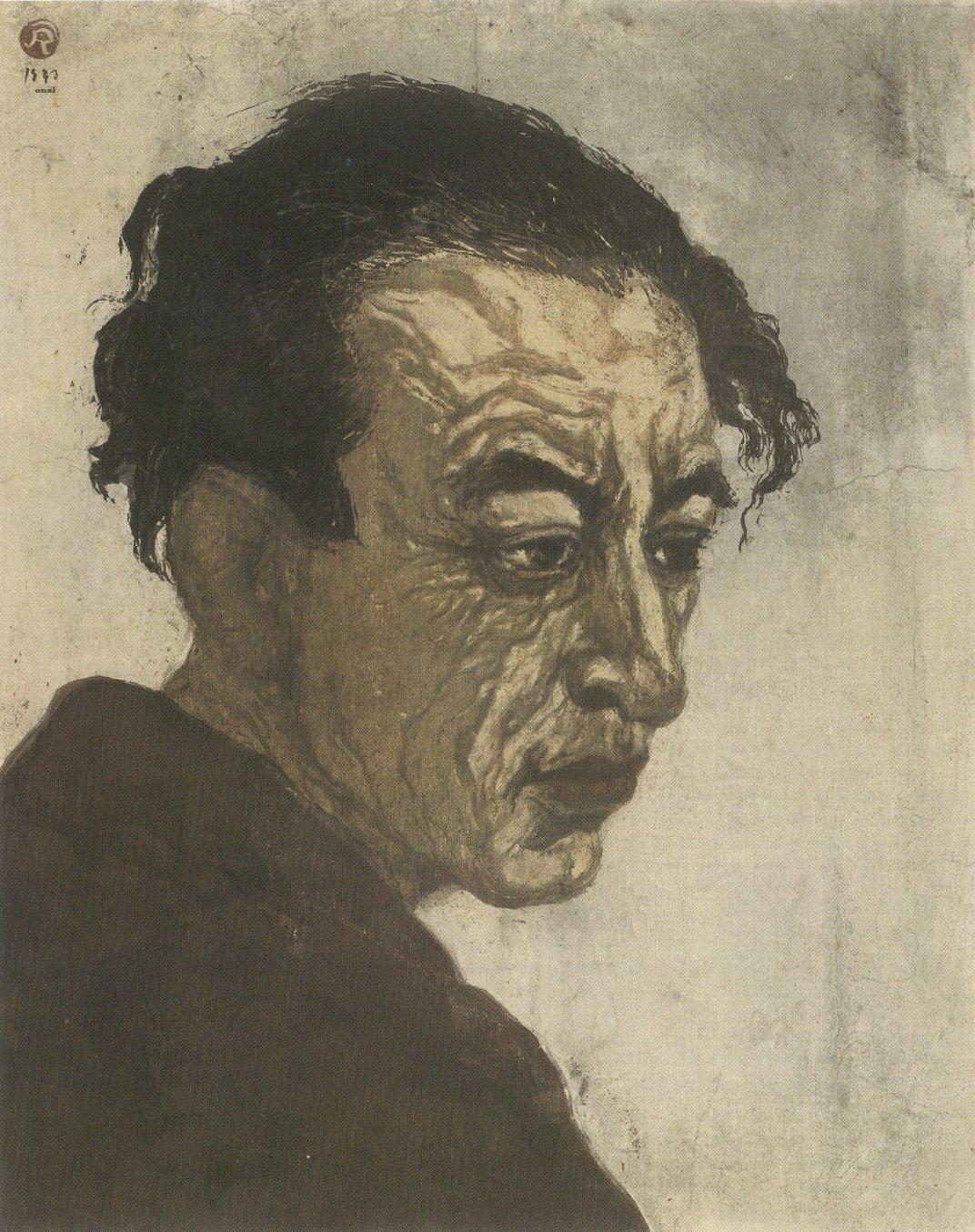
Retrato de Hagiwara Sakutarô, xilografía de Onchi Koshiro, 1943, 1a edición, Museo Nacional de Arte Moderno de Tokio

Koshiro Onchi (恩地 孝四郎 Onchi Kōshirō?, 2 de juliol de 1891 – 3 de juny de 1955) (恩地 孝四郎,  Onchi Kōshirō?, 2 de julio de 1891 – 3 de junio de 1955), nacido en Tokio, fue fotógrafo y creador del movimiento sosaku hanga del Japón del siglo XX.

## Biografía
Onchi procedía de una familia aristocrática estrechamente relacionada con la familia imperial. De niño recibió el mismo tipo de educación que la que recibía un príncipe. Onchi recibió una formación en caligrafía tradicional y también en arte moderno occidental. Después de unos contactos con Takehisa Yumeji en 1909, entre 1910 y 1915 estudió pintura al óleo y escultura en la Escuela de Bellas Artes de Tokyo (東京美術学校, Tōkyō Bijutsu Gakkō). En 1912 fundó la revista de grabado y poesía “Tsukubae”.
Onchi también fue diseñador de libros en su primera época, cuando era imposible para los artistas sosaku hanga sobrevivir haciendo únicamente grabados creativos. Diseñó unos 1.000 libros en su carrera. El año 1939 fundó la Sociedad del Primer Jueves (一木会, Ichimokukai), crucial para el renacimiento en la posguerra del movimiento sosaku hanga. La sociedad organizaba reuniones de artistas una vez al mes en la casa de Onchi. Miembros como por ejemplo Gen Yamaguchi (1896–1976) y Junichirō Sekino (1914–1988) discutían cuestiones de los grabados. Los expertos americanos Ernst Hacker, William Hartnett y Oliver Statler también participaban. La Colección del Primer Jueves (一木集, Ichimoku-shū), una colección de grabados de los miembros para pasárselos entre sí, se produjo en 1944. A través de la Sociedad del Primer Jueves, Onchi proporcionaba a los jóvenes artistas aspirantes los recursos y camaradería durante los años de la guerra, cuando los recursos eran escasos y la censura severa. Después de la Segunda Guerra Mundial, se reveló como líder del movimiento sosaku hanga que prosperó en la escena artística internacional.

## Estilo y técnica
Los grabados de Onchi van desde una primera época figurativa hasta el abstracto de la posguerra. Como anticipado defensor del movimiento sosaku hanga, Onchi creía que la creación artística se origina en uno mismo. Estaba más interesado en expresar emociones subjetivas a través de los grabados abstractos que en hacer réplicas de las imágenes y formas del mundo objetivo. Sus grabados evocan un estado de ánimo lírico y poético. El artista comentó:

El arte no se tiene que entender con la mente, sino con el corazón. Si volvemos a su origen, la expresión en color y forma de la pintura viene del corazón, y nunca se tendría que limitar en un mundo de formas reflejadas captadas por el sentido de la visión. Por lo tanto, la expresión del corazón a través del color y las formas aparte del color y las formas del mundo real es aquel reino auténtico de la pintura.

 Onchi fue un innovador al incorporar telas, cuerdas,  papel, aletas de pescado y hojas de plantas en sus grabados.

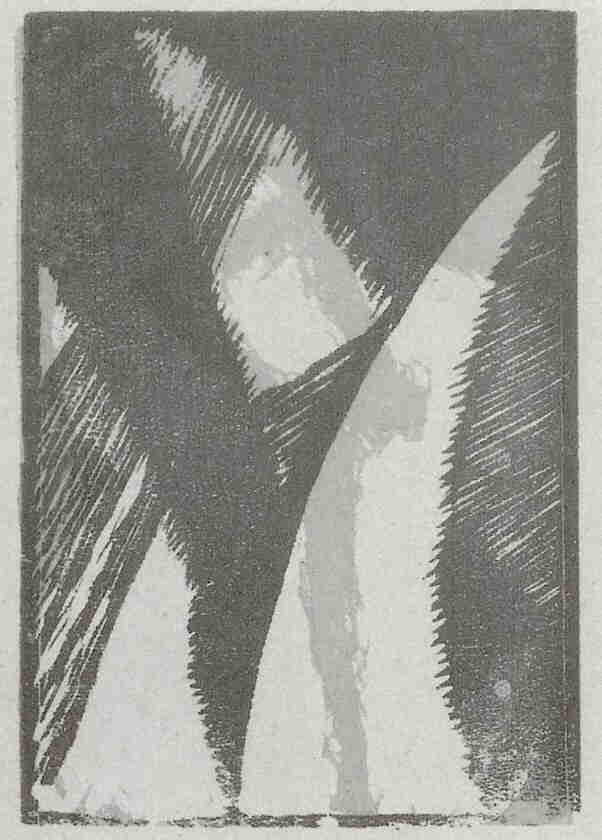
Fool, 1914
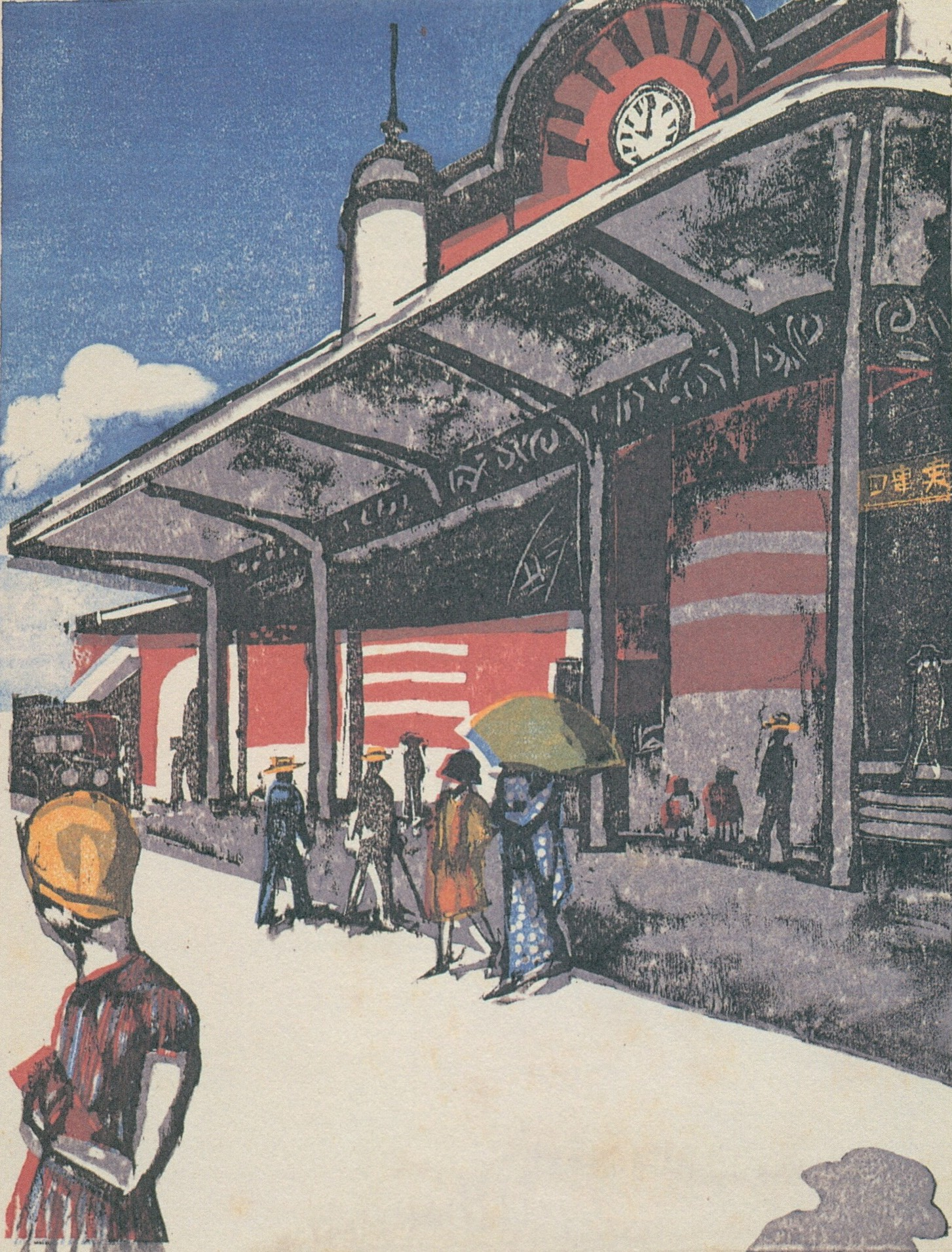
Tokyo Central Station, c. 1920
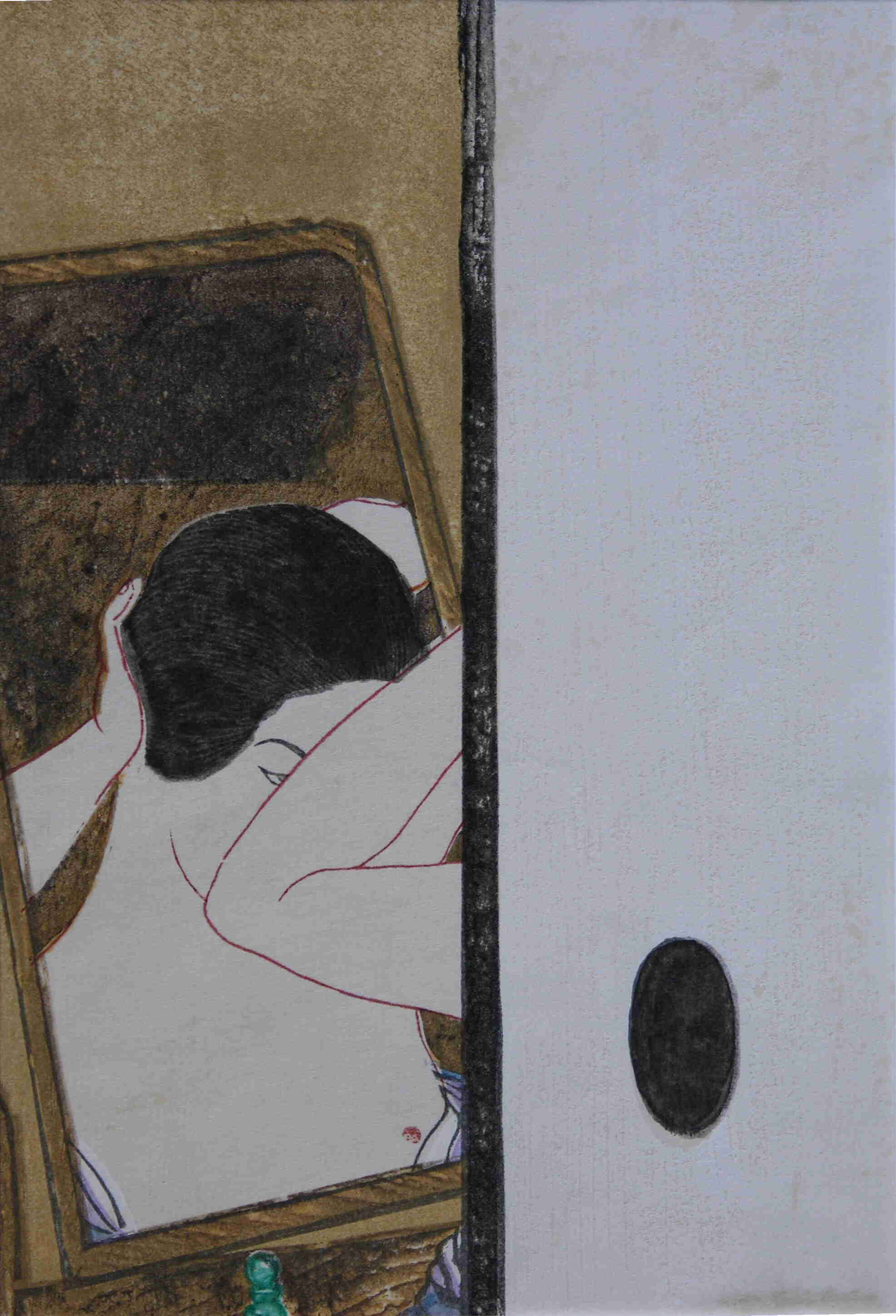
Before the Mirror, 1928
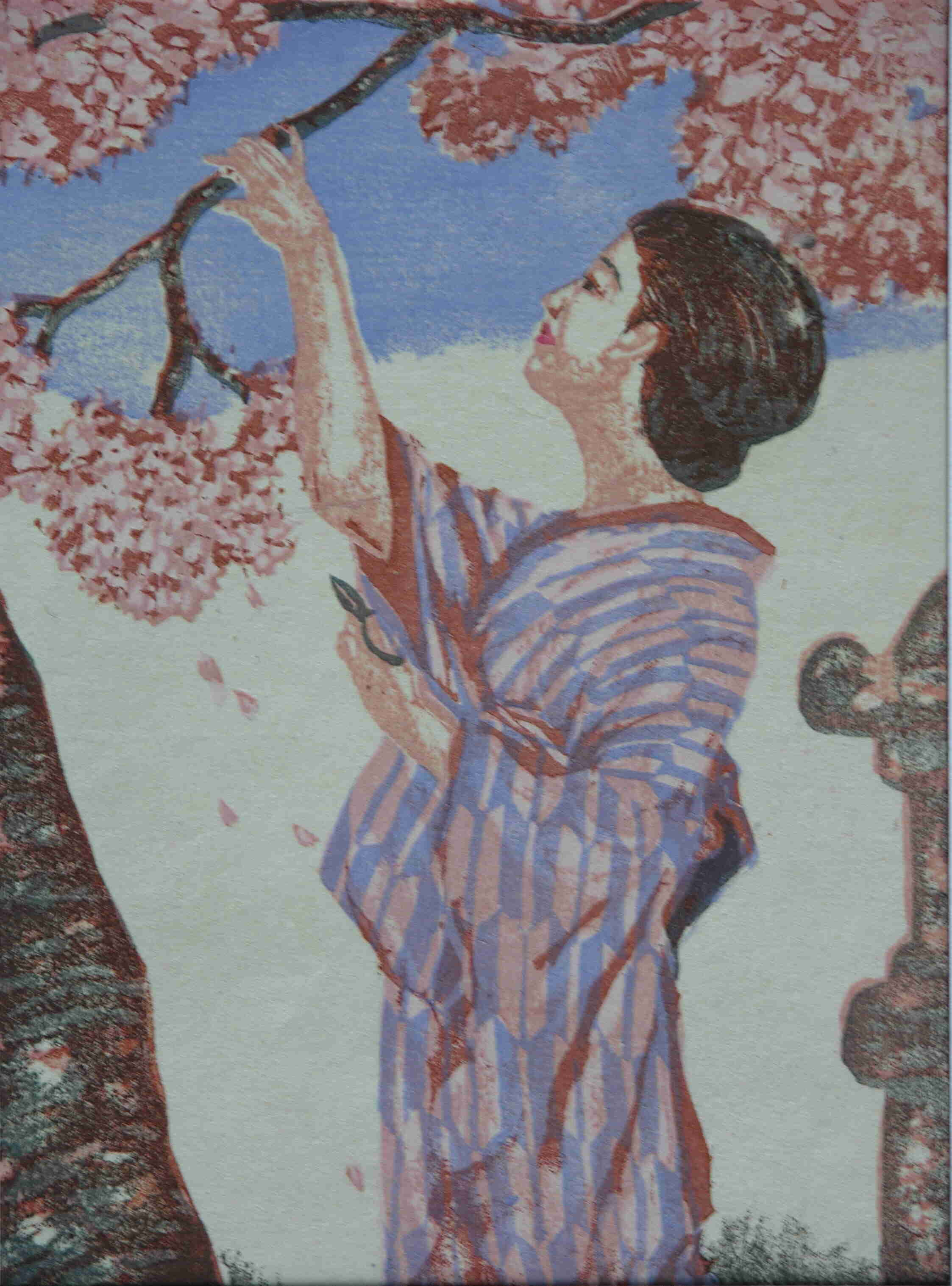
Flowers, 1946
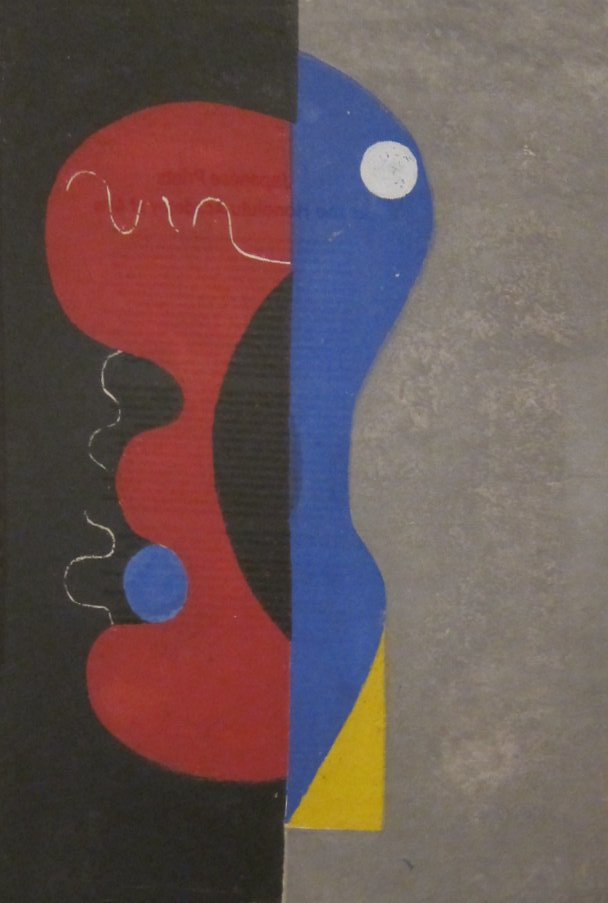
Lyric No. 23, 1952

## Fotografía
Desde el 1932 aproximadamente, Onchi trabajó en el diseño de un número de libros sobre fotografía publicados por Genkōsha (玄光社) y Ars. El tema le interesó. A lo largo de los años 30 y 40,  trabajó con el espíritu del shinko shashin. Trabajó con plantas, animales y objetos de arte, y también creó fotogramas.
Onchi fue enviado a la China en 1939 y más tarde, aquel mismo año, volvió a Tokio e hizo una exposición de sus obras chinas.
Expuso sus fotogramas en 1951, pero en cualquier caso, acabó abandonando la fotografía. Murió en Tokio el 3 de junio de 1955.